# Panemeria flavescens
Panemeria flavescens är en fjärilsart som beskrevs av Franz Dannehl 1933. Panemeria flavescens ingår i släktet Panemeria och familjen nattflyn. Inga underarter finns listade i Catalogue of Life.